# Lasianthus lucidus
Lasianthus lucidus är en måreväxtart som beskrevs av Carl Ludwig von Blume. Lasianthus lucidus ingår i släktet Lasianthus och familjen måreväxter.

## Underarter
Arten delas in i följande underarter:
- L. l. flavohirsutus
- L. l. inconspicuus
- L. l. lucidus